# Ofrenda

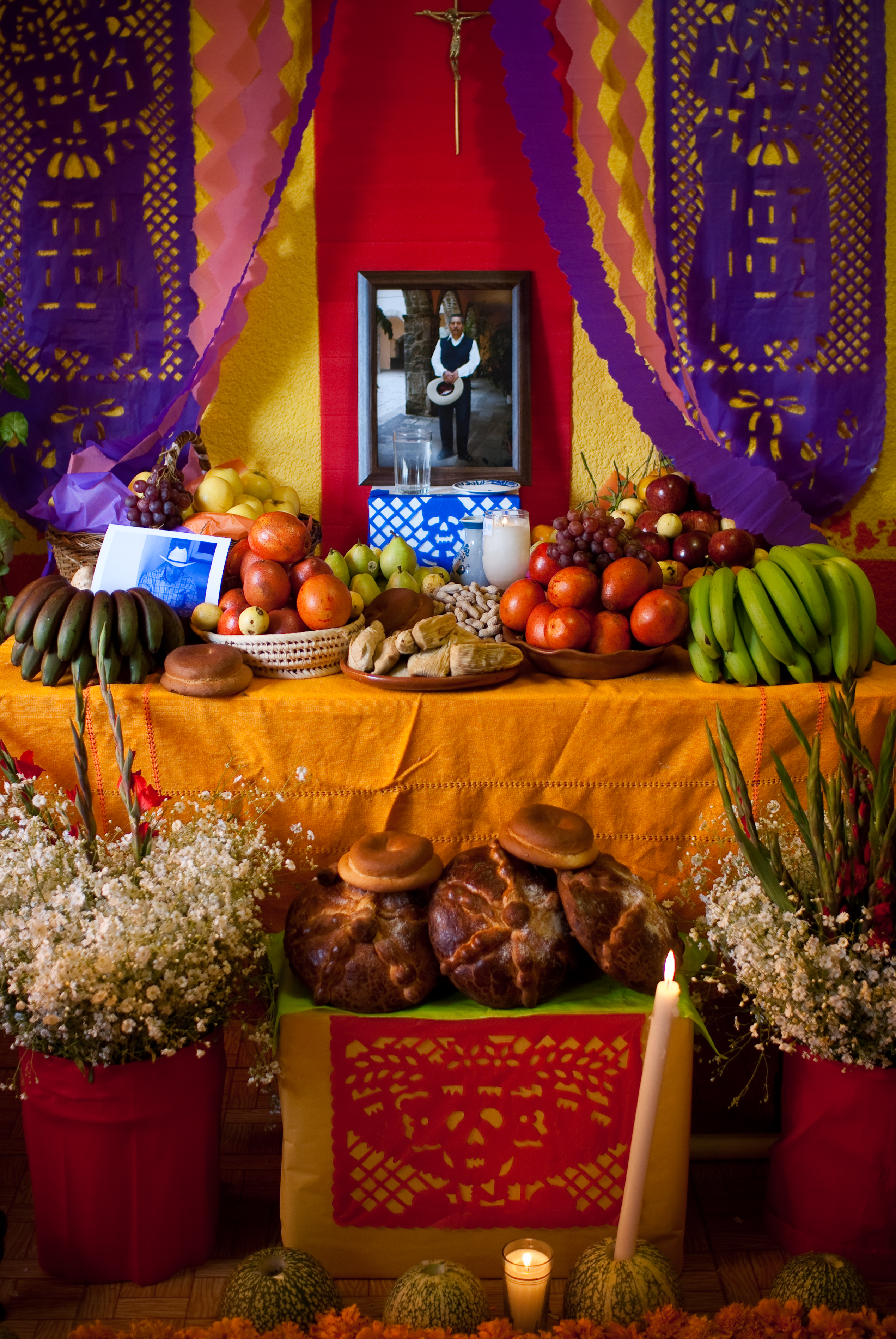
Traditionele ofrenda voor de Dag van de Doden in Mexico.

Ofrenda (Nederlands: offerande) is een altaar dat speciaal wordt opgebouwd voor de jaarlijkse Mexicaanse feestdagen de Dag van de Doden (Spaans: Día de Muertos) op 1 en 2 november. Op deze dagen viert men het leven van de familie en vrienden die zijn overleden, een ofrenda is specifiek gewijd aan deze overledenen.

## Doel
Ofrenda's worden opgebouwd ter nagedachtenis aan hen die recentelijk zijn overleden. In sommige gemeenschappen worden de overledenen elk jaar herdacht, ongeacht hoe lang geleden deze zijn overleden. Ofrenda's worden opgebouwd voor: collega's, vrienden, geliefden, en familieleden. Ze worden geplaatst op onder andere: openbare locaties, in bedrijven, en scholen, maar meestal staan ze opgesteld in het huis van de nabestaande familie. De ofrenda verwelkomt de zielen van deze overledenen, speciaal om zich op deze feestdagen tussen de levenden te begeven. Op de ofrenda worden foto's geplaatst van de overledenen en het altaar wordt versierd met bloemen, meestal het sterk geurende en oranje Groot Afrikaantje; een inheems Mexicaanse bloem. De favoriete spijzen en dranken van de overledenen worden eveneens geofferd. Wanneer de ofrenda's zijn opgebouwd en volledig zijn gedecoreerd bezoekt men de ofrenda's van familie, buren en vrienden om hun deelneming te betuigen, maar ook om het leven te vieren. De kinderen zijn vaak verkleed en hebben hun gezicht geschminkt.

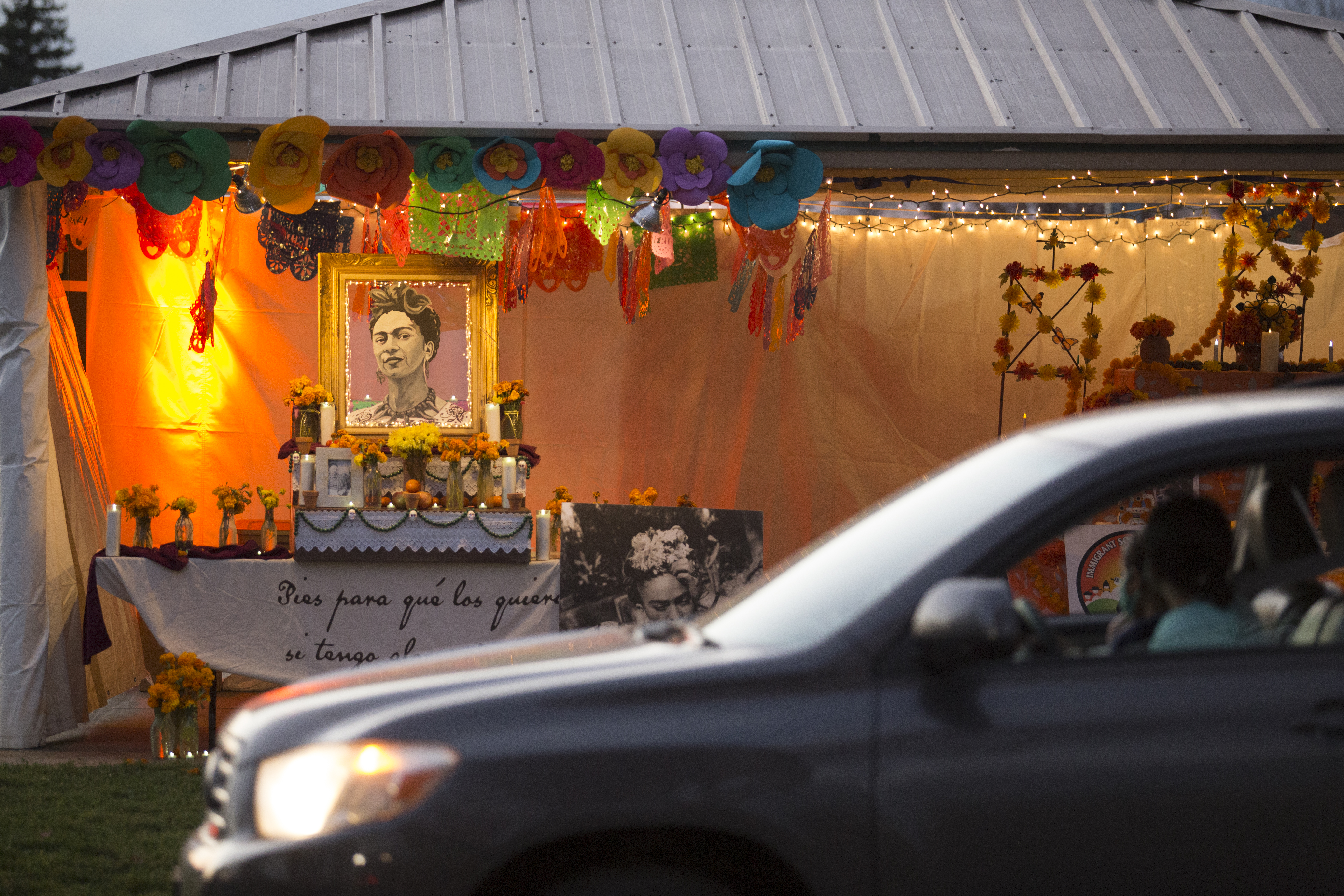
Openbare drive-through-ofrenda voor Mexicaans kunstenares Frida Kahlo ten tijde van de Coronapandemie.

## Herkomst
Het altaar komt voort uit een Azteekse traditie. De Azteken beschouwden de ziel als onsterflijk, deze zou een ander rijk binnentreden wanneer het lichaam kwam te overlijden. Later werd deze traditie vermengd met het christelijke geloof dat de ziel eeuwig is. Dit gebeurde ten tijde van de Spaanse verovering van het Azteekse Rijk toen de twee culturen met elkaar in contact kwamen.

## Opbouw

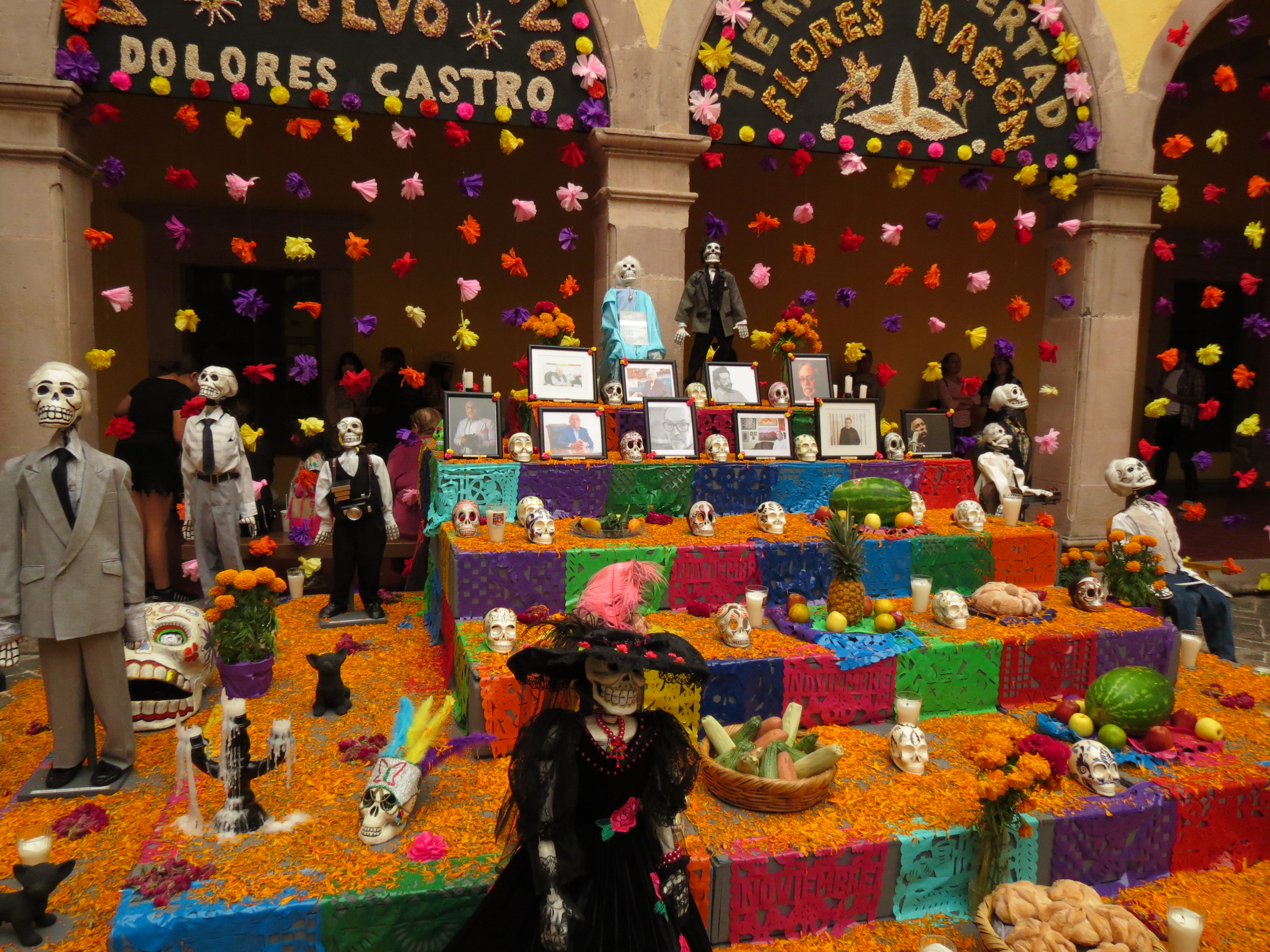
Opbouw van een ofrenda.

Een ofrenda bestaat doorgaans uit drie lagen. Op de bovenste laag staan poppen en beeldjes die de overledenen representeren of zelfs foto's van de overleden personen die worden uitgenodigd bij het altaar. Vaak staan er ook afbeeldingen en beeldjes van verschillende heiligen. Op de tweede laag staan objecten die de overledenen moeten aanmoedigen zich welkom te voelen, zoals het favoriete voedsel, snoep, zoetbrood (pan dulce), en vooral een brood genaamd pan de muerto. Voor overleden volwassenen worden alcoholische versnaperingen geofferd zoals tequila en mescal. Voor overleden kinderen wordt speelgoed geofferd. Op de derde en onderste laag staan meestal kaarsen, een teiltje, een spiegel, een stuk zeep en een handdoek opdat de ziel van de overledene zich kan opfrissen. Op de verschillende lagen staan eveneens calaveras (gedecoreerde schedels vervaardigd uit samengesperste suiker), wierook, fruit, water, zout, afbeeldingen van heiligen en overdadig veel geurige kroonbladeren van het Groot Afrikaantje. Deze kroonblaadjes worden ook vaak vanaf de begraafplaats in een spoor gelegd richting de ofrenda zodat de ziel het altaar gemakkelijk kan vinden. Bij de voorbereidingen, de opbouw, en de festiviteiten rondom de ofrenda, worden kinderen meestal actief betrokken, opdat zij een connectie en een sterk besef zullen ontwikkelen over leven en dood, hun cultuur, en hun familie.

## Media
- Ofrenda's spelen een grote rol in de 2017 Pixar-animatie Coco.
- In "Flowers Grow Out of My Grave", de 6e aflevering van het 15e seizoen van de Amerikaanse serie Grey's Anatomy bouwt de familie van een patiënt een ofrenda in de ziekenhuiskamer.

## Links
- WikiHow - 'Día de los muertos' vieren (Allerzielen)